# Rhoicinus weyrauchi
Espèce
Rhoicinus weyrauchi est une espèce d'araignées aranéomorphes de la famille des Trechaleidae.

## Distribution
Cette espèce est endémique du Pérou.

## Description
La femelle holotype mesure 4,93 mm, sa carapace mesure 2,23 mm de long sur 1,67 mm de large.

## Étymologie
Cette espèce est nommée en l'honneur de Wolfgang Karl Weyrauch.

## Publication originale
- Exline, 1960 : Rhoicinine spiders (Pisauridae) of western South America. Proceedings of the California Academy of Sciences, vol. 29, p. 577-620 (texte intégral).